# Robin Lee
Pour les articles homonymes, voir Lee.
Robin Huntington Lee, né le 2 décembre 1919 à Saint Paul (Minnesota) et mort le 8 octobre 1997 à Minneapolis (Minnesota), est un patineur artistique américain. Il est notamment double médaillé d'argent aux championnats nord-américains de 1935 et 1939.

## Biographie

### Carrière sportive
Robin Lee est quintuple champion des Etats-Unis de 1935 à 1939. Il est également double médaillé d'argent aux championnats nord-américains de 1935 et 1939.
Il représente aussi les États-Unis aux Jeux olympiques d'hiver de 1936, où il se classe 12e. Il est sélectionné pour participer aux Jeux olympiques d'hiver de 1940, mais ceux-ci sont annulés en raison de la Seconde Guerre mondiale.

### Reconversion
Il quitte le patinage amateur en 1940 et s'engage dans la marine américaine pendant la guerre.
Après la guerre, Il patine professionnellement dans des spectacles sur glace et travaille comme entraîneur.

### Hommage
Robin Lee est intronisé au Temple de la renommée du patinage artistique américain en 1995.
Le Robin Lee Midwest Open est une compétition sanctionnée par la fédération américaine de patinage, organisée chaque année en été par le club d'origine de Robin Lee, le Figure Skating Club of Minneapolis.

## Palmarès
| Compétition                                                                              | 1932 | 1933 | 1934 | 1935 | 1936 | 1937 | 1938 | 1939 | 1940 |
| Jeux olympiques d'hiver                                                                  |      |      |      |      | 12e  |      |      |      | JA   |
| Championnats du monde                                                                    | 9e   |      |      |      | 8e   |      |      |      | CA   |
| Championnats d'Amérique du Nord                                                          |      | 3e   |      | 2e   |      |      |      | 2e   |      |
| Championnats des États-Unis                                                              |      | 3e   | 2e   | 1er  | 1er  | 1er  | 1er  | 1er  | F    |
| Légende : F = Forfait ; CA = Championnats annulés ; JA = Jeux olympiques d'hiver annulés |      |      |      |      |      |      |      |      |      |